# Day of the Wolves
Day Of The Wolves is een Amerikaanse actiefilm uit 1973.

## Verhaal
Een groep van zeven criminelen die elkaar alleen maar als nummers kennen, besluiten het slapende stadje Wellington te gijzelen en beroven. Maar ze hadden niet gerekend op de voormalig sheriff die net op het punt stond om te vertrekken.

## Rolverdeling
| Acteur           | Personage            |
| ---------------- | -------------------- |
| Richard Egan     | Pete Anderson        |
| Martha Hyer      | Mrs. Maggie Anderson |
| Jan Murray       | Wolf #1              |
| Frankie Randall  | Wolf #2              |
| Andre Marquis    | Wolf #3              |
| Rick Jason       | Wolf #4              |
| Zaldy Zshornack  | Wolf #5              |
| Henry Capps      | Wolf #6              |
| Smokey Roberds   | Wolf #7              |
| Sean McClory     | sheriff              |
| John Braatz      | hulpheriff           |
| Mel Scarborough  | hulpheriff           |
| John Lupton      | Hank                 |
| Jack Bailey      | burgemeester         |
| Biff Elliot      | Inspecteur           |
| Percy Helton     | boer                 |
| Elizabeth Thomas | boerin               |
| Steve Manone     | Will Anderson        |
| Herb Vigran      | Frank                |
| John Dennis      | raadslid             |
| John Gunn        | omroeper             |
| Len Travis       | Johnny               |
| Wendy Alvord     | Johnny's vriendin    |
| Danny Rees       | jongleur             |
| Floyd Hamilton   | chauffeur/piloot     |